# Microsema
Microsema là một chi bướm đêm thuộc họ Geometridae.